# ديفيد إي. هاريسون
ديفيد إي. هاريسون (بالإنجليزية: David E. Harrison)‏ هو قاضي ومحامي وسياسي أمريكي، ولد في 19 يونيو 1933 في بوسطن في الولايات المتحدة. حزبياً، نشط في الحزب الديمقراطي. وقد انتخب عضو مجلس نواب ماساتشوستس.